# Jim Allister
Jim Allister (n. 2 aprilie 1953) este un om politic britanic, membru al Parlamentului European în perioada 2004-2009 din partea Regatului Unit.
1. ↑   https://candidates.democracyclub.org.uk/data/export_csv/?field_group=results&election_date=2024-07-04 Lipsește sau este vid: |title= (ajutor)
2. 1 2 3  TheyWorkForYou